# Super Rádio Brasília
A Super Rádio Brasília  é uma emissora de rádio brasileira, com sede em Brasília, no Distrito Federal. A  Rádio faz parte da Super Rede Boa Vontade de Rádio, que pertence à Legião da Boa Vontade, operando no dial FM nas frequências 94.9 MHz (essa oriunda da migração do AM 1210) e 88.9 MHz. Transmite a programação da rede dividindo a geração de alguns programas com as emissoras de São Paulo e do Rio de Janeiro além de gerar programação local. Desde 25 de março de 1995 que ela tem a atual nomeclatura.